# Марен (виконтство)

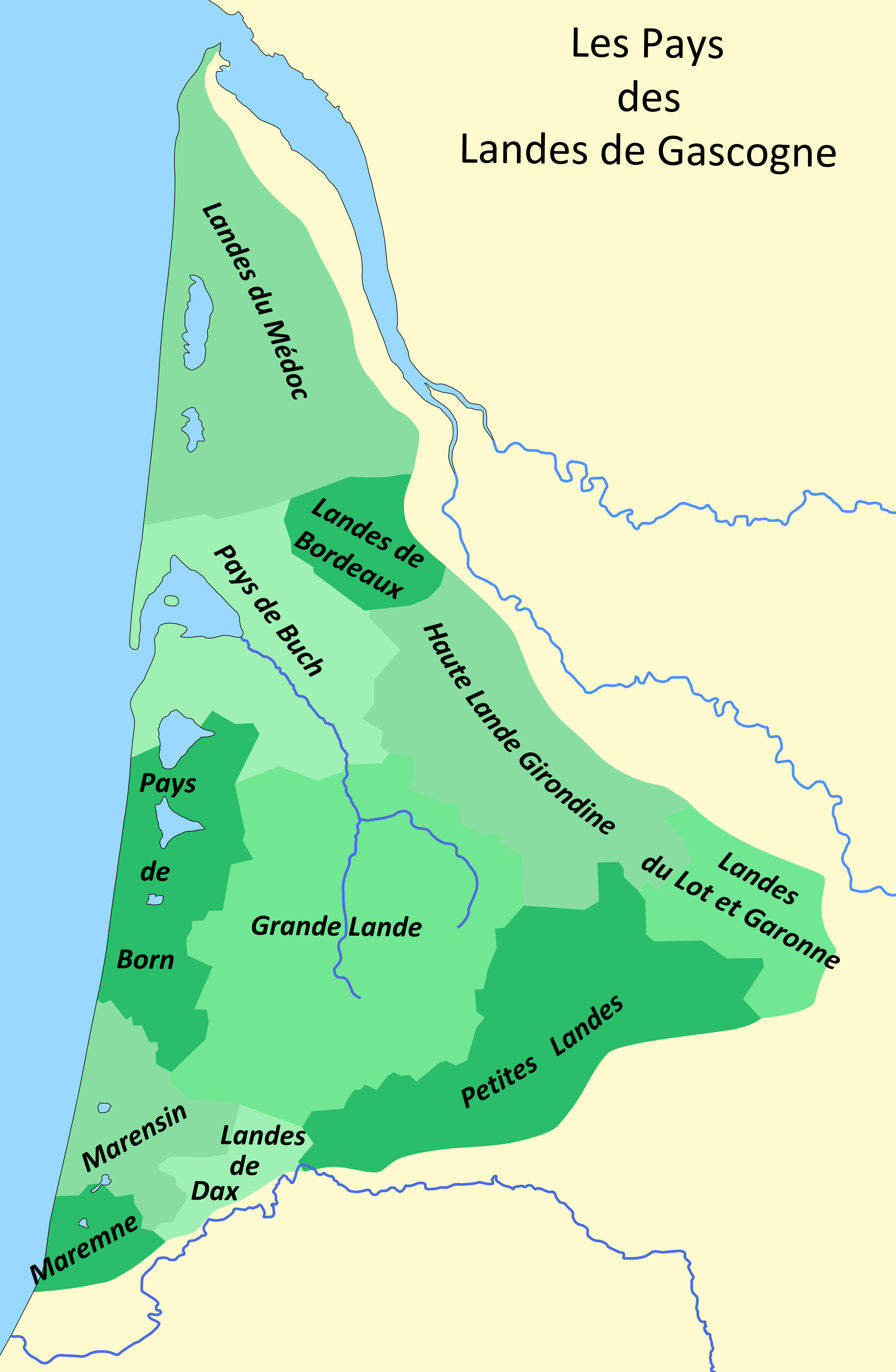
Марен на карте Гаскони

Виконтство Марен (фр. vicomté de Maremne) — феодальное княжество в средневековой Франции.

## История
Образовалось в начале XI века. Располагалось на побережье Атлантики севернее Байонны и включало 9 церковных приходов.
Английский король Генрих III, являвшийся также герцогом Аквитании и Гаскони, конфисковал виконтство Марен у его владельцев и 15 апреля 1263 году передал его Аманьё VIII, сеньору д’Альбре.
Через какое-то время (не ранее 1270 года) виконты восстановили свою власть в Марене. Окончательно виконтство отошло к сеньории Альбре между 1312 и 1320 годами.

## Список виконтов Марена
- Санчо Анер (ум. после 1025), сын Азнара (Анера) Эза, виконта де Марсан.
- Гильом Раби, внук
- Санчо Раби, брат
- Санчо Арно — сын Арно, брата Санчо Анера
- Борнем Санчо (упом. с 1065 г., ум. после 1090), сын Санчо Раби или внук Санчо Арно
- Риксенда (ум. после 1090), сестра Санчо Раби и Гильома Раби, жена Лупа Фора
- Гильом Луп (ум. после 1090), сын
- Луп Лобет (ум. после 1122), сын
- Контесса (ум. после 1167), дочь. Имя и происхождение мужа не выяснены, возможно — виконт Дакса.
- Навар, сын
- Робер (ум. после 1185), сын или брат
- Гарсия Арно (ум. после 1243)
- Гарсия Арно (ум. после 5 апреля 1312) — последний виконт де Марен. Оба его сына выбрали духовную карьеру.